# Action en réserve
Les actions en réserve sont la part des actions émises d'une société qui ont été rachetées subséquemment par la société émettrice.